# Pomaria melanosticta
Pomaria melanosticta är en ärtväxtart som beskrevs av Sebastian Schauer. Pomaria melanosticta ingår i släktet Pomaria och familjen ärtväxter. Inga underarter finns listade i Catalogue of Life.